# Banjul Breweries
Die Banjul Breweries Limited ist Gambias größter Getränkekonzern mit dem Produktionsstandort in Serekunda-Kanifing in der Kombo-St. Mary Area/Greater Banjul Area. Die Banjul Breweries ist hauptsächlich durch die Biermarke Julbrew bekannt, die nicht nur von Touristen in Gambia, sondern auch gelegentlich von der überwiegend muslimischen Bevölkerung getrunken wird.
Mit den Planungen zu dem Bau der Produktionsanlage wurde im Jahr 1975 begonnen und die erste Produktion startete im Jahr 1977. Die Brauerei hat eine maximale Kapazität von 50.000 Hektolitern. Zurzeit liegt die Produktionsmenge, die stark vom Touristengewerbe abhängig ist, bei 35.000 Hektolitern.
Die Aktienmehrheit wird von der deutschen Brauhaase International Management GmbH und von DAH, (beides Hamburg) gehalten, während die Bilanzierung durch die Regierung Gambias ausgeführt wird. Zurzeit beschäftigt die Brauerei etwa 110 gambische Mitarbeiter und zwei ausländische Mitarbeiter.
Es gibt Bemühungen, Softdrinks zu entwickeln, die auf einheimischen Zutaten, wie zum Beispiel Sorel oder Mango, basieren.

## Marken
- Alkoholische Getränke
  - Die Marke Julbrew mit:[1]
    - Julbrew Regular (helles Bier) weit verbreitete Biermarke  mit einem Alkoholgehalt von 4,7 %
    - Julbrew Export (Lager-Bier) gehobene, würzigere Biermarke mit einem Alkoholgehalt von 5,5 %
    - Julbrew Strong (Starkbier) mit einem Alkoholgehalt von 7,5 %
    - Julbrew Very Strong (Starkbier) mit einem Alkoholgehalt von 10 %

  - Guinness dunkles irisches Bier, das in Lizenz in Flaschen abgefüllt wird
  - Premier (Rotwein)

- Alkoholfreie Getränke
  - Malta (alkoholfreies Malzbier)
  - Cocktail de fruits (Limonade mit mehreren Früchten; Maracuja, Apfel, Orange und Ananas)
  - Vimto (Limonade vergleichbar mit Fanta Wild Berries)
  - Star Cola (Cola)
  - o-kay (Orangensaft)
  - Mango fruit drink (Mangosaft)
  - Soda Water der Marke JulPearl
  - Tonic Water der Marke JulPearl
  - Bitter Lemon der Marke JulPearl

Neben Vimto werden auch Coca-Cola, Fanta und Sprite in Lizenz abgefüllt.

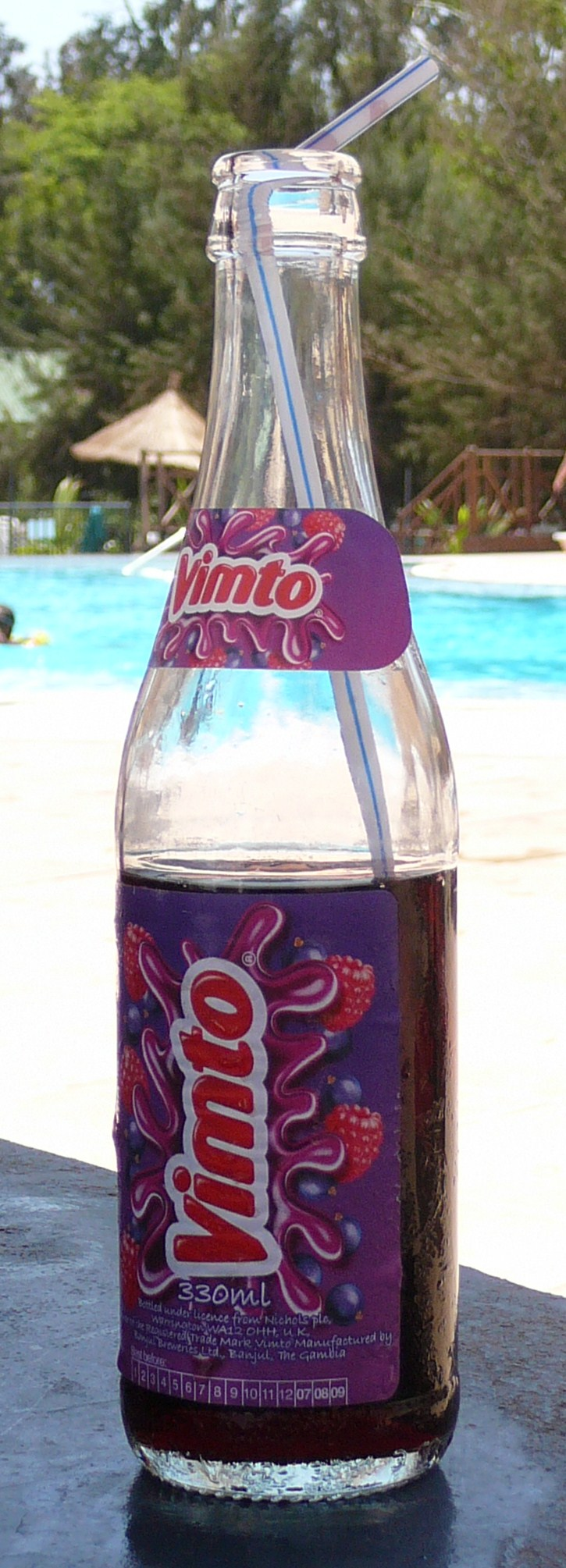
Vimto, wie es in Gambia verkauft wird
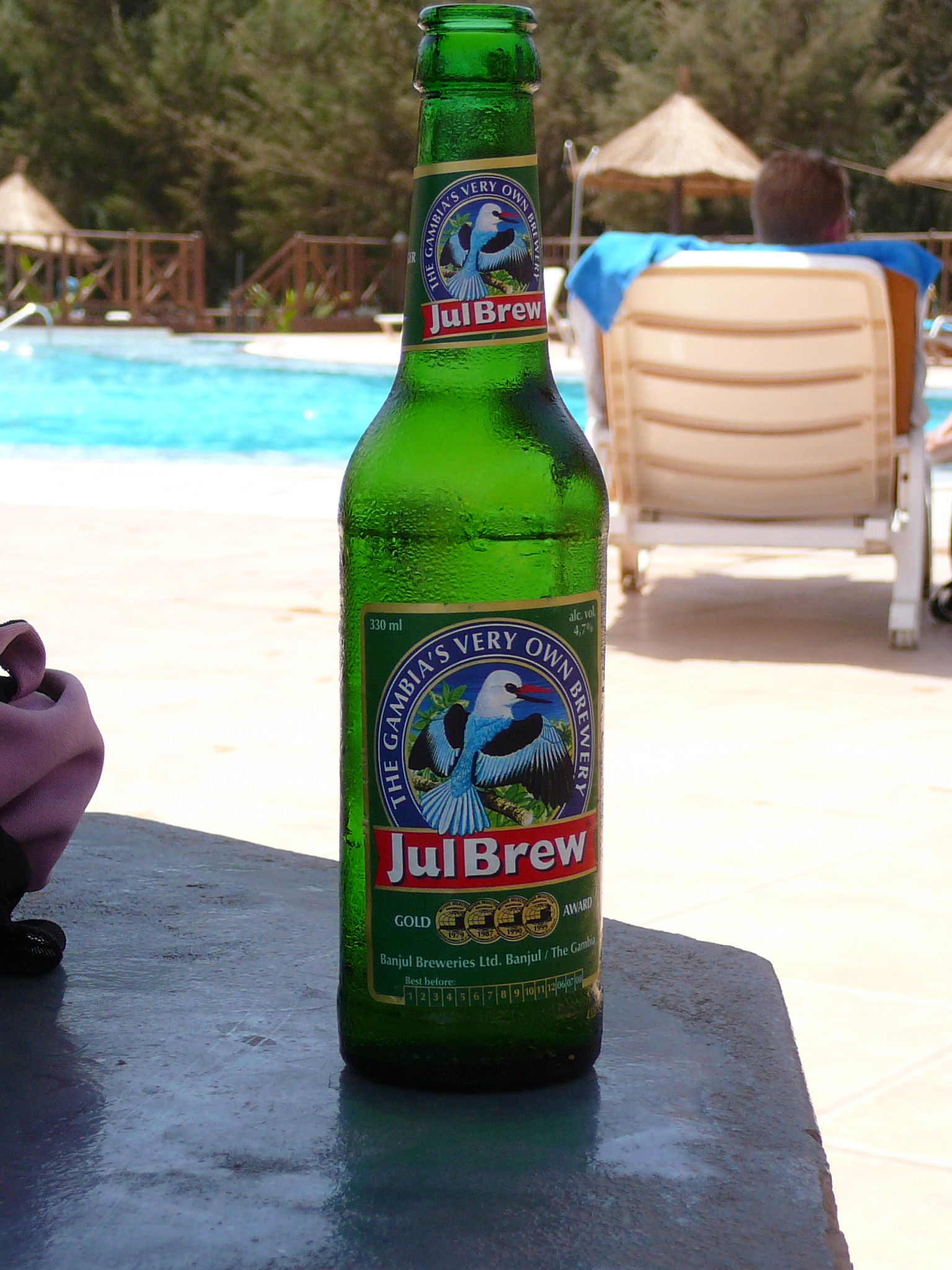
Julbrew
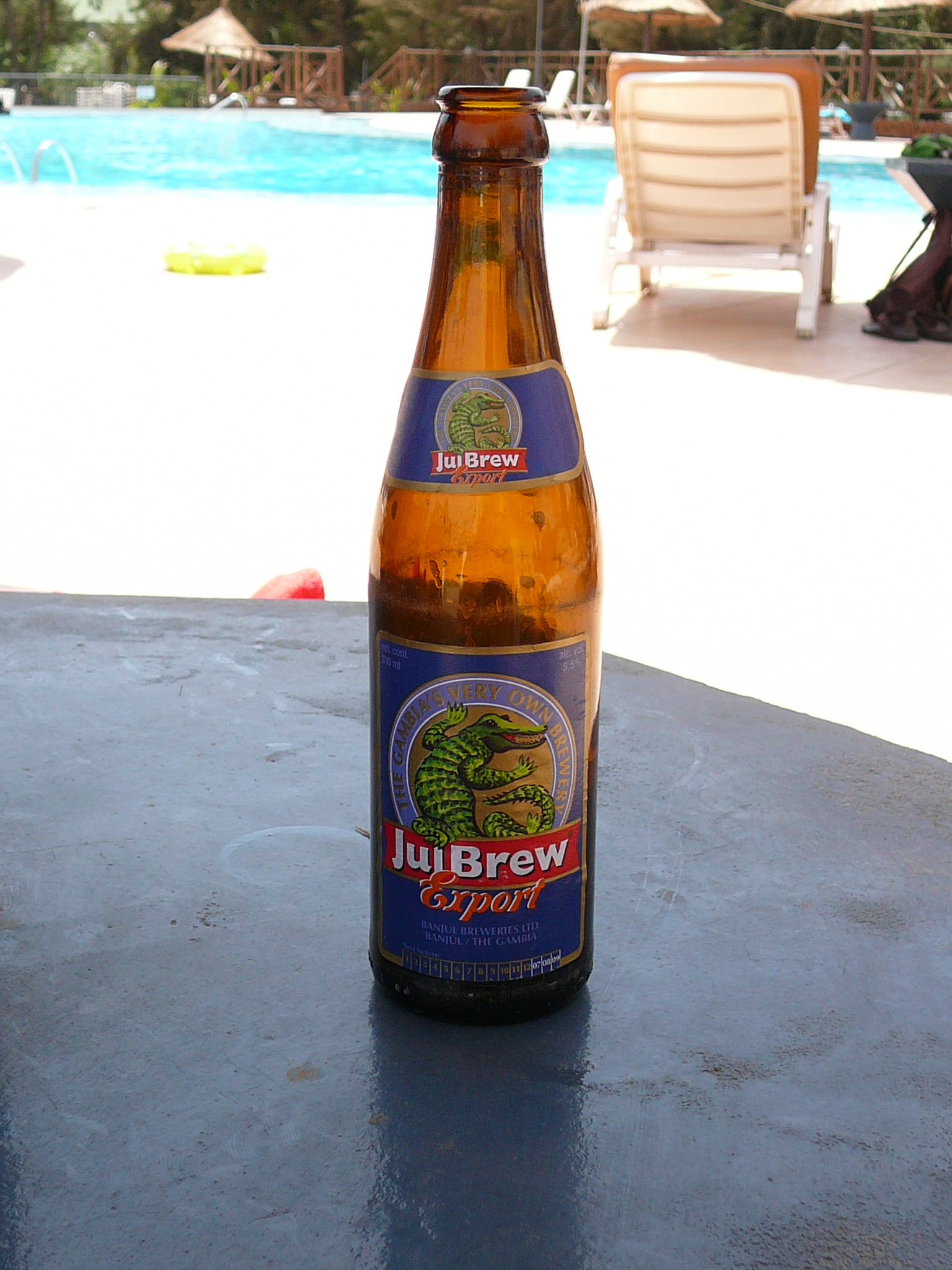
Julbrew Export
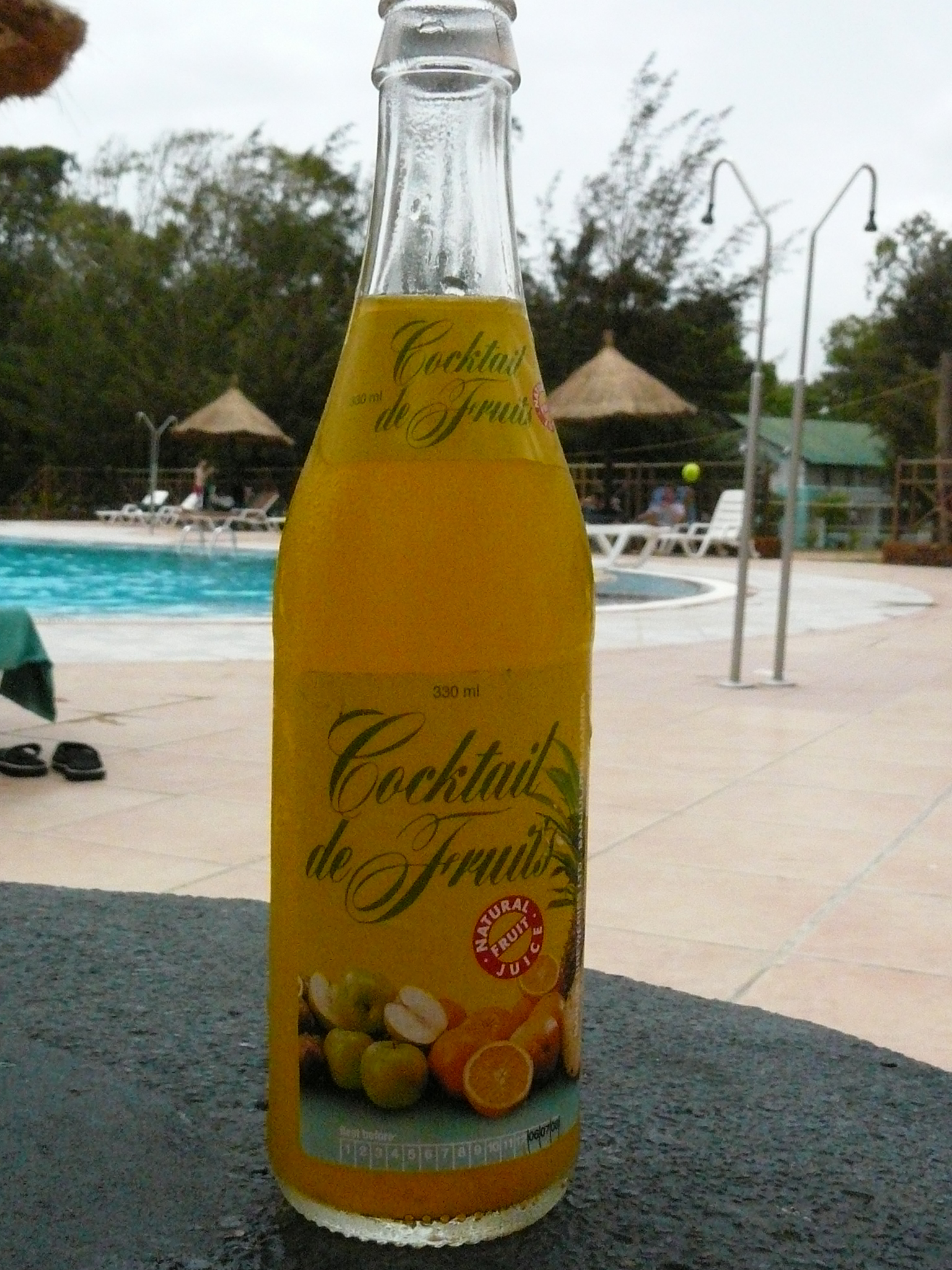
Cocktail de fruits

## Belege
1. ↑  pt: Banjul Breweries Ltd., Gambia. In: accessgambia.com. Abgerufen am 21. Januar 2016.